# 片山萌美
片山 萌美（かたやま もえみ、1990年〈平成2年〉10月1日 - ）は、日本の女優、グラビアアイドル、タレント、モデル。身長170cm。
東京都出身。ウイントアーツ所属。麗澤大学経済学部経済学科卒業。

## 人物・来歴
19歳の頃、タレント養成所のオーディションを受ける。大学在学中の2012年には、第44回ミス日本コンテストに出場し、ミス日本「ネイチャー」を受賞した。その後、舞台を中心に活動する。好きな女優は広末涼子と太地喜和子。
2014年9月、『週刊プレイボーイ』（集英社）でグラビアデビュー。
2015年2月に『週刊ヤングジャンプ』（集英社）主催の「ゲンセキ10」にノミネートした。
2016年7月2日にはQVCマリンフィールドで「スポニチスペシャルデー」として行われたロッテ対オリックス戦で、自身初の始球式に登板した。
同年11月、舞台『悲しき天使』で舞台初主演を果たす。
2016年、プロが選ぶアイドルDVD賞竹書房賞受賞。
2017年1月発売の2nd写真集と、その関連グラビアや写真展でヘアヌードを披露。「『脱ぐと何かが変わるよ』っていろんな人に言われてたんですけど何も変わらなかったです」と感想を述べている。
B'zの大ファンである。2016年1月発売の『週刊プレイボーイ』付録のカレンダーにて『ACTION』収録の「オレとオマエの新しい季節」のような歌詞が好きなタイプの曲だと告げている。

## 作品

### イメージDVD
※太字タイトルは、BD版同時発売
- わたし巡り（2016年4月22日、竹書房）[17]
- そんなバカンス（2018年3月2日、ハピネット）[18][19]
- take me, with you（2019年6月21日、竹書房）[20]
- 自然のなかで微睡んで（2021年1月22日、竹書房）[21]
- もう一度、わたしをみて～Re:start～（2022年8月20日、ラインコミュニケーションズ）[22]

### 写真集
- 人魚（2016年9月14日、集英社、撮影：唐木貴央）ISBN 978-4087807974[23]
- Rashin ≪裸芯≫ MOEMI KATAYAMA（2017年1月6日、講談社、撮影：アンディ・チャオ）ISBN 978-4063528534[24]
- M（2022年12月12日、ウイントアーツ、撮影：ティム・ギャロ）[25]

### デジタル写真集
- 見つけてしまった……（2014年12月5日、集英社［デジタル週プレ写真集］、撮影：唐木貴央）[26]
- 咲く花の名前（2015年3月13日、集英社［デジタル週プレ写真集］、撮影：唐木貴央）[27]
- 大和撫子（2015年12月11日、集英社［デジタル週プレ写真集］、撮影：唐木貴央）[28]
- 覚醒（2016年9月2日、集英社［デジタル週プレ写真集］、撮影：丸谷嘉長）[29]
- Poker Face（2019年6月28日、竹書房［Bamboo e-Book］）
- Sea（2019年10月4日、竹書房［Bamboo e-Book］）
- Hanabira（2019年10月4日、竹書房［Bamboo e-Book］）
- Approach（2019年10月4日、竹書房［Bamboo e-Book］）
- インシデント（2020年2月14日、集英社［週プレ PHOTO BOOK］、撮影：中村昇）[30]
- 片山萌美（2020年5月22日、扶桑社［SPA!グラビアン魂デジタル写真集］、撮影：三浦憲治）[31]
- 愛される（2021年6月28日、集英社［週プレ PHOTO BOOK］、撮影：神藤剛）[32]
- WPB 片山萌美デジタル写真集〜特装合本版〜（2021年6月28日、集英社［週プレ PHOTO BOOK］、撮影：唐木貴央、丸谷嘉長、中村昇）[33]
- Test Shoot Katayama Moemi 2014（2021年7月5日、集英社［週プレ PHOTO BOOK］、撮影：唐木貴央）[34]
- SECRET（2021年9月29日、文藝春秋［デジタル原色美女図鑑］、撮影：舞山秀一）[35]
- 街に生きる（2024年10月28日、集英社［週プレ PHOTO BOOK］、撮影：熊谷貫）[36]

### 写真展
- 2017NUDEコラボエナジー（2017年1月2日 - 9日、渋谷ヒカリエ、撮影：アンディ・チャオ）
- MOEMI♡（2022年9月16日 - 21日、東京・表参道「FUJIFILM WONDER PHOTO SHOP」）[37]

## 出演

### 雑誌
- 週刊プレイボーイ（集英社、2014年9月・12月・2015年2月・2016年6月（※表紙）・9月（※表紙）・10月・12月（※表紙）・2017年1月・6月・2019年11月・2020年5月・6月（※リリー・フランキーの人生相談））
- 週刊ヤングジャンプ（2015年11号、2月発売） - ウェブ掲載、集英社） - ゲンセキ10!![9]
- サイゾー（サイゾー、2015年8月号（7月18日発売）※表紙・2017年1月号（2016年12月19日発売）・2018年12月号（11月19日発売））
- 週刊ビッグコミックスピリッツ（小学館、2016年2月※表紙、2018年21・22号（4月23日発売））
- 週刊現代（講談社、2016年4月・7月・8月・10月・12月・2019年6月15日号（6月7日発売））
- 週刊プレイボーイ増刊グラビアスペシャル（集英社、2016年6月10日号（4月28日発売））
- CIRCUS MAX（KKベストセラーズ、2016年6月号（5月10日発売）・2017年4月号（3月10日発売））※表紙
- Men's JOKER（KKベストセラーズ、2016年7月号（6月10日発売））
- 週刊アサヒ芸能（徳間書店、2016年7月21日号（7月12日発売））※天才テリー伊藤対談
- 週刊文春（文藝春秋、2016年8月25日号（8月17日発売））※原色美女図鑑
- 今、一番すごいグラビア美女たち（KKベストセラーズ、CIRCUS MAX 2016年9月号増刊（8月29日発売））
- ゴルフ情報マガジン Waggle（実業之日本社、2016年11月号（9月21日発売））
- FRIDAY（講談社、2016年10月14日号（9月30日発売）・12月16日号（12月2日発売）※表紙・2017年2月10日号（1月27日発売）・2018年2月23日号（2月9日発売）・2019年6月7日号（5月24日発売）※表紙＆特別付録）
- バイク情報誌 GooBike首都圏版（プロトコーポレーション、2016年11月7日号（10月7日発売））※表紙
- FLASH（光文社、2016年10月）
- ヤングチャンピオン（秋田書店、2016年No.21（10月11日発売））※表紙
- 週刊アスキー（KADOKAWA、No.1097（2016年10月11日発売））※電子版表紙
- 週刊大衆（双葉社、2016年11月28日号（11月14日発売）※表紙とズバリ本音で美女トーク・2019年6月10日号（5月27日発売）・9月9日号（8月26日発売）※表紙・9月23・30日号（9月9日発売）※インタビュー・2020年3月30日号（3月16日発売）※表紙＆グラビア）
- MAMOR（扶桑社、2017年1月号（2016年11月22日発売）※表紙・2018年1月号（2017年11月21日発売）※SPECIAL CALENDAR 2018）
- ヤングガンガン（スクウェア・エニックス、2017年8号（4月7日発売）※表紙＆巻頭グラビア）
- 週刊SPA!（扶桑社、2017年8月1日号（7月25日発売）※表紙・2019年11月5・12合併号（10月29日発売）
- SOFTDARTS BIBLE（三栄書房、2017年7月27日発売・2018年5月26日発売※表紙）
- ザテレビジョン（KADOKAWA、2017年8月2日発売）
- 週刊実話（日本ジャーナル出版、2018年4月19日号（4月5日発売）※表紙・2019年7月4日号（6月20日発売）※表紙）
- デジタルTVガイド（東京ニュース通信社、2018年6月号（4月24日発売）
- PEACE COMBAT（トランスワールドジャパン、2018年9月27日発売）※表紙
- FLY Magazine（FLY BASKETBALL CULTURE MAGAZINE）（トランスワールドジャパン、ISSUE 07（2018年10月6日発売））
- キスカ（竹書房、2019年7月号（6月8日発売）※表紙）
- 週刊ポスト（小学館、2019年6月21日号（6月10日発売）
- WINE-WHAT!?（INSTYLE PUBLISHING、9月号（No.30）（2019年8月5日発売）※表紙＆インタビュー）
- カンフェティ（ロングランプランニング、12月号（vol.180）（2019年11月4日発行））

### 舞台
- 劇団空感エンジンプロデュース「TOKYO ZOOM II」（2011年6月30日 - 7月4日、エアースタジオ）
- 劇団空感エンジンプロデュース「7丁目16番地 ゆめ屋〜3回まわってワンの巻〜」（2011年11月2日 - 7日、てあとるらぽう）
- はらぺこペンギン! 第19回公演「朝日一家の挑戦状」（2013年1月31日 - 2月3日、吉祥寺シアター）
- トウキョウ演劇倶楽部プロデュース公演Vol.6「Summer's Rain（仮）『だって好きだから!』」（2014年6月25日 - 30日、戸野廣浩司記念劇場） - ジョアンナ
- トウキョウ演劇倶楽部プロデュース公演Vol.7「ブラックジャックによろしく〜がん患者編〜」（2014年9月3日 - 8日、六行会ホール） - 児玉典子
- 創造集団生活向上委員会 第32回公演「オルガンズ〜おんな赤ひげ奮闘記〜」（2015年5月20日 - 24日、銀座博品館劇場） - 芹沢綾
- FPadvance produce「バンクバンバンレッスンスン」（2015年9月2日 - 6日、千本桜ホール）
- 月を越えて〜オーバー・ザ・タブー〜（2015年12月21日 - 25日、神保町花月）
- 神田時来組本公演「大改訂版!!そして龍馬は殺された〜幕末モンだけどアルゼンチンタンゴから歌謡曲までなんでも使ってもいいよね〜」（2016年4月27日 - 5月1日、俳優座劇場） - 八重
- 横浜グラフティー（2016年7月26日 - 31日、俳優座劇場 / 8月6日 - 7日、県民共済みらいホール） - ジュリー（立花朱里）
- “STRAYDOG”Produce公演「悲しき天使」（2016年11月10日 - 13日、吉祥寺シアター/11月26日 - 27日、HEP HALL） - 主演・一美[11]
- Romancing SaGa THE STAGE〜ロアーヌが燃える日〜（2017年4月15日 - 23日、サンシャイン劇場 / 4月28日 - 30日、サンケイホールブリーゼ / 5月3日 - 4日、愛知県芸術劇場大ホール / 5月6日 - 7日、久留米シティプラザザ・グランドホール） - ビューネイ
- WINTARTS 1st STAGE 2018「The Phantom Carol ～聖夜の怪人～」（2018年12月20日 - 24日、角座） - 一条優芽香
- 「西遊記～千変万化～」（2019年4月25日 - 5月5日、俳優座劇場） - 玄奘（三蔵法師）
- WINTARTS 2nd STAGE「謝罪会見プランナー」（2019年12月26日 - 29日、新宿角座） - 与謝野礼子
- 「DECADANCE」―太陽の子―（2020年1月24日 - 2月1日、EX THEATER ROPPONGI / 2月8日 - 9日、森ノ宮ピロティホール） - ダナエ
- 新サクラ大戦 the Stage（2020年11月19日- 23日、ヒューリックホール東京） - 神崎すみれ[38][39]
  - 新サクラ大戦 the Stage ～桜歌之宴～（2021年3月21日、ヒューリックホール東京）
  - 新サクラ大戦 the Stage ～桜歌之宴・彩～（2021年9月25日 - 26日、ヒューリックホール東京）
  - 新サクラ大戦 the Stage ～二つの焔～（2021年12月17日 - 19日、シアター1010）
- GARNET OPERA（2022年1月21日 - 30日、EX THEATER ROPPONGI / 2月4日 - 6日、森ノ宮ピロティホール） - 煕子
- 舞台「幕が上がる」（2023年7月12日 - 17日、サンシャイン劇場） - 吉岡先生[40]

### テレビドラマ
- 松本清張特別企画 共犯者（2015年9月30日、テレビ東京系）
- OLですが、キャバ嬢はじめました（2016年6月 - 7月、毎日放送・TBSテレビ系） - まり[41][42]（キャバ嬢）
- 相棒 season15 第16話「ギフト」（2017年2月22日、テレビ朝日系） - 有村みなみ
- 大河ドラマ（NHK）
  - おんな城主 直虎（2017年5月21日） - 気賀の女
  - いだてん〜東京オリムピック噺〜（2019年4月21日） - ちいちゃん
- ハロー張りネズミ（2017年7月14日 - 9月15日、TBSテレビ系） - 萌美[43]（スナック「輝（キララ）」ホステス）
- 日曜ワイド（テレビ朝日系）
  - 終着駅シリーズ31「殺人の花客」（2017年7月16日） - 鳥居優子[44]
  - 司法教官・穂高美子6（2017年10月1日） - 社長の愛人
- ドラマ24 新宿セブン 第1話（2017年10月13日、テレビ東京系） - 明日香（轟組長の愛人）
- ハケンのキャバ嬢・彩華 第8話（2017年12月4日、朝日放送[注釈 1]） - 鹿沼カスミ[45][46]（読者モデル）
- 新シリーズ制作記念!朝まで 特命係長 只野仁 クリスマススペシャル（2017年12月25日、テレビ朝日系） - 槇村アリサ（「マキムラ電工」会長の娘）
- 居酒屋ぼったくり（2018年4月14日 - 6月23日、BS12 トゥエルビ、IBC岩手放送、RKB毎日放送、テレビ神奈川、広島テレビ放送） - 主演・美音[47]
- 金曜ナイトドラマ 家政夫のミタゾノ 第2話（2018年4月27日、テレビ朝日系） - ルミ
- 月曜名作劇場 警視庁機動捜査隊216 episode9「硝子（ガラス）の絆」（2018年6月18日、TBSテレビ系） - 小池瑞葉[48]
- プラスティック・スマイル（2018年11月21日、BSプレミアム） - ジェン（コスプレイヤー）
- 今野敏サスペンス 警視庁強行犯係・樋口顕シリーズ（テレビ東京系） - 藤本由美（警視庁捜査一課強行犯第三係一班（樋口班）巡査長）
  - 第6作「回帰」（2018年12月14日）[49]
  - 第7作「聖域」（2019年9月2日）
  - 第8作「呪縛」（2020年10月19日）
  - 第9作「鬼火」（2020年12月14日）
  - 連続ドラマ（2021年1月15日 - 2月19日）[50]
  - 第10作「疑念」（2021年10月11日）
  - 第11作「憐情」（2022年2月7日）
  - 連続ドラマ Season2（2022年7月15日 - 9月2日）[51]
  - 第13作「雛菊」（2023年6月26日）[52]
  - 第14作「炎上」（2024年4月1日）[53][54]
  - 第15作「遠火」（2024年11月25日）[55]
- 年の瀬ドラマ ブスだってI LOVE YOU（2018年12月28日、テレビ朝日系） - 潤香（女優）
- 刑事ゼロ 第8話「殺人犯は私の父!? 雪の京都に消えた美女…ついにバレた記憶喪失!!」（2019年2月28日、テレビ朝日系） - 武藤良美（荒巻リサーチ事務所 調査員）
- 科捜研の女 SEASON19 第1話（2019年4月18日、テレビ朝日系） - まめ房（芸妓）
- ラッパーに噛まれたらラッパーになるドラマ（2019年7月12日、テレビ朝日系） - 南館ユイ[56]（警官）
- 刑事7人 シーズン5 第7話（2019年8月28日、テレビ朝日系） - 松永真由美（松永の妻）
- おっさんずラブ-in the sky- 第1話（2019年11月2日、テレビ朝日系）[57][58] - 小比類巻姫子（轟の元カノ）
- 警視庁・捜査一課長 SP8（2020年1月3日、テレビ朝日系） - 安永琴美（外食チェーン「最高グルメ」社長秘書）
- この男は人生最大の過ちです（2020年1月19日 - 、朝日放送テレビ） - 石川麻美[59]（唯の先輩）
- 真夜中ドラマ 女ともだち 第7話（2020年5月23日、BSテレビ東京 / テレビ大阪） - チャコ（幼稚園教員）
- 十三人の刺客（2020年11月28日、NHK BSプレミアム） - 小えん
- IP〜サイバー捜査班 第5話（2021年8月12日、テレビ朝日系） - 小谷篤美（「クラファルト社」広報）
- 和田家の男たち 第2話（2021年10月29日、テレビ朝日系） - 富崎ルリ（和田の元カノ）
- 99.9-刑事専門弁護士- 完全新作SP新たな出会い篇（2021年12月29日、TBSテレビ系） - 「ヨシツネ自動車」会長の秘書
- ワカコ酒 Season6 第9話（2022年3月8日、BSテレビ東京） - 料理教室の先生
- 森村誠一ミステリースペシャル終着駅シリーズ・ファイナル 十月のチューリップ（2022年12月22日、テレビ朝日系） - 河野恵
- 金曜8時のドラマ 今野敏サスペンス 機捜235×強行犯係 樋口顕（2023年1月27日 - 3月10日、テレビ東京系） - 藤本由美[60]（警視庁捜査一課強行犯第三係一班（樋口班）巡査長）[注釈 2]
- 波よ聞いてくれ 第4話（2023年5月12日、テレビ朝日系） - 穂隠愛理（出版社勤務）
- 警視庁追跡捜査係-交錯-（2023年8月7日、テレビ東京系） - 瀬川舞子[61]（北村社長の秘書）
- ブラックポストマン 第1話・最終話（2023年8月18日・9月29日、テレビ東京系） - 弓坂みどり（身元不明の女性）
- サブスク不倫（2023年11月10日 - 12月15日、毎日放送） - 青島有紀[62]（未知留の友人）
- OZU 〜小津安二郎が描いた物語〜 第5話「東京の女」（2023年12月10日、WOWOW）[63]
- グレイトギフト（2024年1月18日 - 3月14日、テレビ朝日系） - 鶴下綾香[64]（看護師長）
- 買われた男 第3話（2024年5月2日、テレビ大阪） - 有原千賀子[65]（「株式会社TRY WO」社長）
- 25時、赤坂で（2024年4月19日 - 6月21日、テレビ東京系） - 明野圭[66]
  - 25時、赤坂で Season2（2025年10月2日〈予定〉 - 、テレビ東京）[67]
- そんな家族なら捨てちゃえば?（2024年7月19日 - 10月4日、関西テレビ） - 篠谷和美[68]（一花の母）
- 離婚弁護士 スパイダー〜慰謝料争奪編〜 第7話・最終話（2024年11月16日・23日、日本テレビ系） - 柳沢るり[69]（国会議員）
- オクトー 〜感情捜査官 心野朱梨〜 Season2 第8話（2024年11月22日、読売テレビ・日本テレビ系） - 溝口ひかり[70]（俳優）
- アリスさんちの囲炉裏端（2025年1月7日 - 3月11日、BS-TBS） - 月野誠[71]（雑誌編集者）
- 最高のオバハン 中島ハルコ 第7話「湯けむり不倫騒動!?サングラス女とゼロミリ距離の熱々おでん!?」（2025年2月15日、東海テレビ・フジテレビ） - 仁科青葉
- やぶさかではございません（2025年4月3日 - 6月19日、テレビ東京） - 戸棚千尋[72]
- もしも世界に『レンアイ』がなかったら（2025年8月1日〈予定〉 - 、CBCテレビ） - 小町 役[73]
- 私があなたといる理由〜グアムを訪れた3組の男女の1週間〜 第6話（2025年8月6日、テレビ東京） - 凛 役[74][75]

### その他のテレビ番組
- 恋するカミングアウト（2014年、フジテレビ）
- 原宿ブックカフェ（2014年、BSフジ）
- 爆問!最強ドッキリ祭（2014年TBS）
- オールスター感謝祭'14春（2014年、TBS）アシスタント
- この秋どうしても入りたい ニッポンの秘湯ベスト10（2015年10月10日、テレビ東京）
- CUTTING EDGE〜IT最前線〜（2016年、BS-TBS）
- 深夜喫茶スジガネーゼ（2017年1月22日・29日・2月5日、フジテレビ）
- ロマサガの魅力をサガせ！（2017年1月22日、BSフジ）
- 二軒目どうする?〜ツマミのハナシ〜（2017年8月26日、テレビ東京）
- 片山萌美のもえみる〜そんなバカンス〜（2018年1月5日 - 、BSフジ） ※初の冠番組
- じっくり聞いタロウ〜スター近況（秘）報告〜（2018年2月23日、テレビ東京）ゲストMC
- モノ作り応援バラエティー「東京プロダクトコレクション」（2018年8月19日、TOKYO MX）
- さまスポ（2018年9月22日、テレビ東京）
- プラスティック・スマイルの説明書（2018年11月2日、NHK総合・静岡県域／2018年11月19日、BSプレミアム）
- 静岡ほっこり散歩（2018年11月、NHK総合・静岡県域・BSプレミアム）
- ワールドツアー完璧MAP～フィジー編～（2019年1月7日・8日、BSフジ）パーソナリティ

### 映画
- 教科書にないッ!（2016年6月18日、日本出版販売） - 五月弥生[76]（乙女高校教諭）
- 教科書にないッ!2（2016年6月19日、日本出版販売） - 五月弥生（乙女高校教諭）
- SCOOP!（2016年10月1日、東宝）[77]
- 劇場版 屍囚獄（2017年、「劇場版 屍囚獄」製作委員会 ） - 主演・美琴[78]
  - 起ノ篇（6月3日）
  - 結ノ篇（6月10日）
- めがみさま（2017年6月10日、メディアミックス・ジャパン）[79] - 高鷲尚美
- TANIZAKI TRIBUTE「富美子の足」（2018年2月10日、TBSサービス） - 主演・芦田富美子
- 万引き家族（2018年6月8日、ギャガ） - 北条希
- きらきら眼鏡（2018年9月15日、SDP） - 秋野正枝
- 銃（2018年11月17日、KATSU-do 太秦） - トオルの母
- いなくなれ、群青（2019年） - 時任
- 銃2020（2020年7月10日、KATSU-do）
- ばるぼら（2020年11月、イオンエンターテイメント） - 須形まなめ[80]
- ボクたちはみんな大人になれなかった（2021年11月5日[注釈 3]、ビターズ・エンド） - いわい彩花
- 永遠の1分。（2022年3月4日、イオンエンターテイメント）
- 怪物（2023年6月2日、東宝・ギャガ） - 前坂恭子
- セフレの品格（日活） - 新堂華江[82]
  - セフレの品格 初恋（2023年7月21日）
  - セフレの品格 決意（2023年8月4日）
- マッチング（2024年2月23日、KADOKAWA） - 伊藤尚美[83][84]
- 【推しの子】（2024年12月20日、東映） - 姫川愛梨[85]

### ラジオ
- パックンたまご（2012年10月21日 - 2013年4月11日、MBSラジオ）
- 仕事と人生を面白くする〜氏家秀太のNEXT VIEW（2015年1月 - 、bayfm） - レギュラー
- ラジオドラマ FMシアター「巣ごもりな人々」（2020年6月、NHK FM）

### CM
- 福井銀行（2014年）
- 6waves 「スマホアプリ『三国天武〜本格戦略バトル〜』」（2016年）[86]

### ミュージック・ビデオ
- SiM「A」（2017年）
- SiM「The Sound Of Breath」（2017年）

### WEB
- 受験サプリ（2015年3月 - 、リクルート）
- スポーツナビDo「片山萌美のホノルルハーフ挑戦記」（2015年2月 - 、Yahoo! JAPAN）[87]
- 北風と太陽 THE MOVIE-the North Wind and the Sun-【KIRINのどごし〈生〉】 （2016年5月 - 、KIRIN）

### 配信
- 真相解明!調査報道バラエティ 勝手に出口調査（2017年1月8日・15日 - 、AbemaTV）
- 特命係長 只野仁 AbemaTVオリジナル（2017年2月4日、AbemaTV） - 槇村アリサ
- 違うdeSHOW!（2017年2月26日 - 、AbemaTV）
- スピンオフドラマ「オトナ高校 エピソード0」（2017年10月8日、auビデオパス・AbemaTV） - 小牧美和
- こんせいそんのスタジオ生放送（2017年11月、2020年4月、ニコニコ生放送）
- ハケンのキャバ嬢・彩華 第8話（2017年11月27日、AbemaTV[注釈 1]） - 鹿沼カスミ
- おぎやはぎの「ブス」テレビ（2017年12月4日 - 、AbemaTV）
- 美しい椅子と女たち #2、#6（2018年7月、Paravi）
- VAMPARA（朗読劇）（2020年9月、ニコニコ動画）
- 全裸監督2（2021年6月24日 全話配信、Netflix） - サテライトイースト秘書
- フクロウと呼ばれた男（2024年4月24日 - 5月8日、Disney+） - シーナ[88]
- シティーハンター（2024年4月25日、Netflix） - 蠍 / ナツミ[89]
- 地面師たち 第2話（2024年7月25日配信、Netflix）[90] - サキ（デリヘル嬢）